# ヘキサフルオロリン酸テトラブチルアンモニウム
ヘキサフルオロリン酸テトラブチルアンモニウム（ヘキサフルオロリンさんテトラブチルアンモニウム、英: Tetrabutylammonium hexafluorophosphate）は、化学式(C4H9)4NPF6で表される第四級アンモニウム塩である。
テトラブチルアンモニウムカチオンとヘキサフルオロリン酸アニオンから構成される白色固体であり、非水系電気化学（特に電解結晶成長法）における支持電解質として用いられる。アセトンやアセトニトリルなどの極性有機溶媒によく溶ける。

## 合成
合成は、臭化テトラブチルアンモニウムとヘキサフルオロリン酸カリウムの水溶液を混合することで行われる。
(C4H9)4NBr + KPF6 ➝ (C4H9)4NPF6 + KBr
再結晶には水や無水エタノールが用いられる。

## 用途
本化合物は化学的に不活性であるため、広い電位範囲に亘って不活性電解質として機能する。例えば、本化合物の存在下で、テトラメチルテトラチアフルバレン（Tetramethyltetraselenafulvalene、略はTMTSF）を電解酸化すると、(TMTSF)2PF6の単結晶が得られる。この物質は1980年にクラウス・ベチガードおよびデニス・ジェロームらによって、世界初の有機超伝導体（12 kbar下でTc = 0.9 K）であることが報告された。